# Herman Johannes Lam
Herman Johannes Lam (Veendam, 3 januari 1892 – Leiden, 15 februari 1977) was een Nederlandse botanicus.
In 1911 behaalde Lam zijn middelbareschooldiploma aan het Gymnasium Erasmianum in Rotterdam. Van 1911 tot 1917 studeerde hij (onderbroken door de Eerste Wereldoorlog) biologie aan de Rijksuniversiteit Utrecht, waarbij hij zich specialiseerde in de plantentaxonomie. In 1919 promoveerde hij bij hoogleraar A.A. Pulle op het proefschrift The Verbenaceae of the Malay Archipelago.. Na zijn promotie vertrok hij naar Nederlands-Indië om op voorspraak van F.A.F.C. Went assistent te worden bij 's Lands Plantentuin te Buitenzorg.
Lam verbleef 14 jaar in Nederlands-Indië waarbij hij zich specialiseerde in de flora van de Malesische regio (Indonesië, Maleisië, de Filipijnen, Nieuw-Guinea, Singapore en Brunei). Hij hield zich hier bezig met plantensystematiek en de biogeografie van planten, waarvoor hij deelnam aan de Centraal Nieuw-Guinea Expeditie (1920-1922) en aan kleinere expedities in de Molukken en Celebes.
In 1930 werd Lam benoemd tot botanicus van 's Lands Plantentuin en in 1932 werd hij benoemd tot buitengewoon hoogleraar aan de Geneeskundige Hoogeschool in Batavia en tot directeur van het Treub-Laboratorium in Buitenzorg. In 1933 keerde hij echter al terug naar Nederland om directeur van het Rijksherbarium en buitengewoon hoogleraar in de systematische plantkunde aan de Rijksuniversiteit Leiden te worden. Na zijn zelf ingediende ontslag in 1942 werd hij na de oorlog in 1945 weer aangesteld als herbariumdirecteur en als hoogleraar, ditmaal als gewoon hoogleraar.
Ten tijde van Lams aantreden in 1933 verkeerde het Rijksherbarium (dat al in 1829 door Carl Ludwig Blume was opgericht) in een staat van verval en had het zijn internationale status verloren door geringe personele en financiële middelen. Uiteindelijk lukte het Lam om het Rijksherbarium na de Tweede Wereldoorlog terug op de kaart te zetten. Het werd een internationaal gerenommeerd onderzoekscentrum voor onderzoek naar de planten van tropisch Azië. Onder het directeurschap van Lam werd de basis gelegd voor de publicatiereeks Flora Malesiana. Ook was hij de oprichter van het wetenschappelijk tijdschrift Blumea, genoemd naar Carl Ludwig Blume. Op het Internationaal Botanisch Congres in 1950 in Stockholm stelde Lam voor om elke systematische groep van welke categorie (familie, geslacht, soort etc.) dan ook aan te duiden met "taxon" (meervoud: "taxa"). Dit werd aanvaard en kort daarna ook overgenomen door zoölogen en bacteriologen.
Lam kreeg tijdens zijn leven meerdere onderscheidingen waaronder Officier in de Orde van Oranje-Nassau, Ridder in de Orde van de Nederlandse Leeuw, een eredoctoraat van de University of Western Australia in Perth (1954) en het buitenlands lidmaatschap van de Koninklijke Vlaamse Academie van België voor Wetenschappen en Kunsten (1959). Later, in 1960, werd Lam lid van de Koninklijke Nederlandse Akademie van Wetenschappen. In 1962 ging hij met emeritaat, waarna hij als herbariumdirecteur en hoogleraar werd opgevolgd door Cornelis van Steenis.

## Vernoeming
Naar men aanneemt verzamelde Lam het eerste specimen van de bekerplant Nepenthes lamii. De soort werd in 1997 naar hem vernoemd.